# Válčiště

Značka pro válčiště v mapové symbolice NATO

Válčiště ve vojenství označuje geograficky vymezenou oblast, ve které je připravována a vedena válečná činnost na operační a strategické úrovni. Součástí válčiště je zpravidla nejen pozemní, ale i vzdušný prostor v dané oblasti a přiléhající moře či části oceánů. V terminologii NATO pojem válčiště (či také operační prostor nebo prostor bojové činnosti) odpovídá anglickému termínu theatre of operations, a francouzskému termínu théâtre d’opérations.
Válčiště je nadřazené skupině armád, přičemž představuje vrchol vojenské organizační hierarchie.